# Thilia
Thilia ou Thiliá (grec moderne : Θηλιά) est une île ionienne faisant partie du dème (municipalité) de Méganisi, en Grèce.

## Description

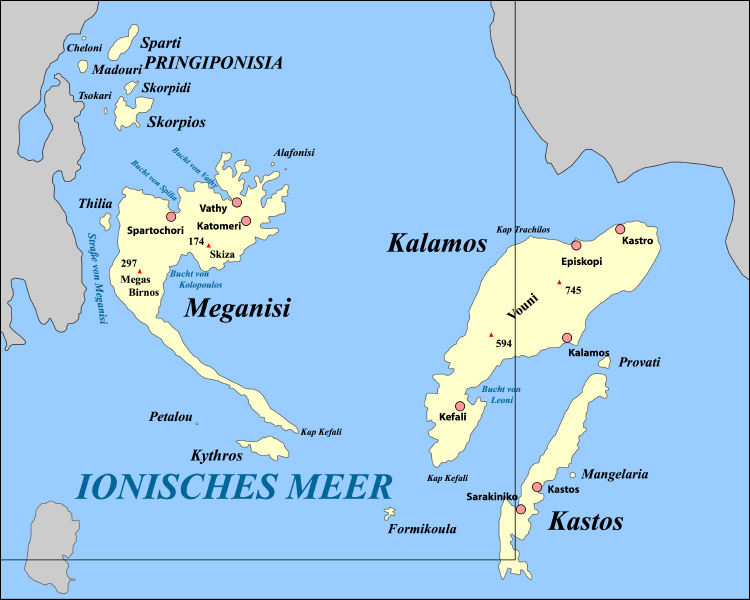
Localisation de Thilia.

Il s'agit d'une île inhabitée située à environ 1 km à l'est de Leucade, et à environ 200 m à l'ouest de Méganisi.